# Adnan Orahovac
Adnan Orahovac (in serbo Аднан Ораховац?; 5 febbraio 1991) è un calciatore montenegrino, difensore del Budućnost.

## Carriera
Ha giocato nella prima divisione dei campionati montenegrino, uzbeko e thailandese.

## Palmarès

### Club

#### Competizioni nazionali
- Campionato montenegrino: 2

Budućnost: 2011-2012, 2024-2025